# Idarcturus allelomorphus
Idarcturus allelomorphus là một loài chân đều trong họ Arcturidae. Loài này được Menzies & Barnard miêu tả khoa học năm 1959.